# Santo Bergamo
Santo Bergamo (Villa San Giovanni, 25 maggio 1909 – Oppido Mamertina, 11 ottobre 1980) è stato un vescovo cattolico italiano.

## Biografia

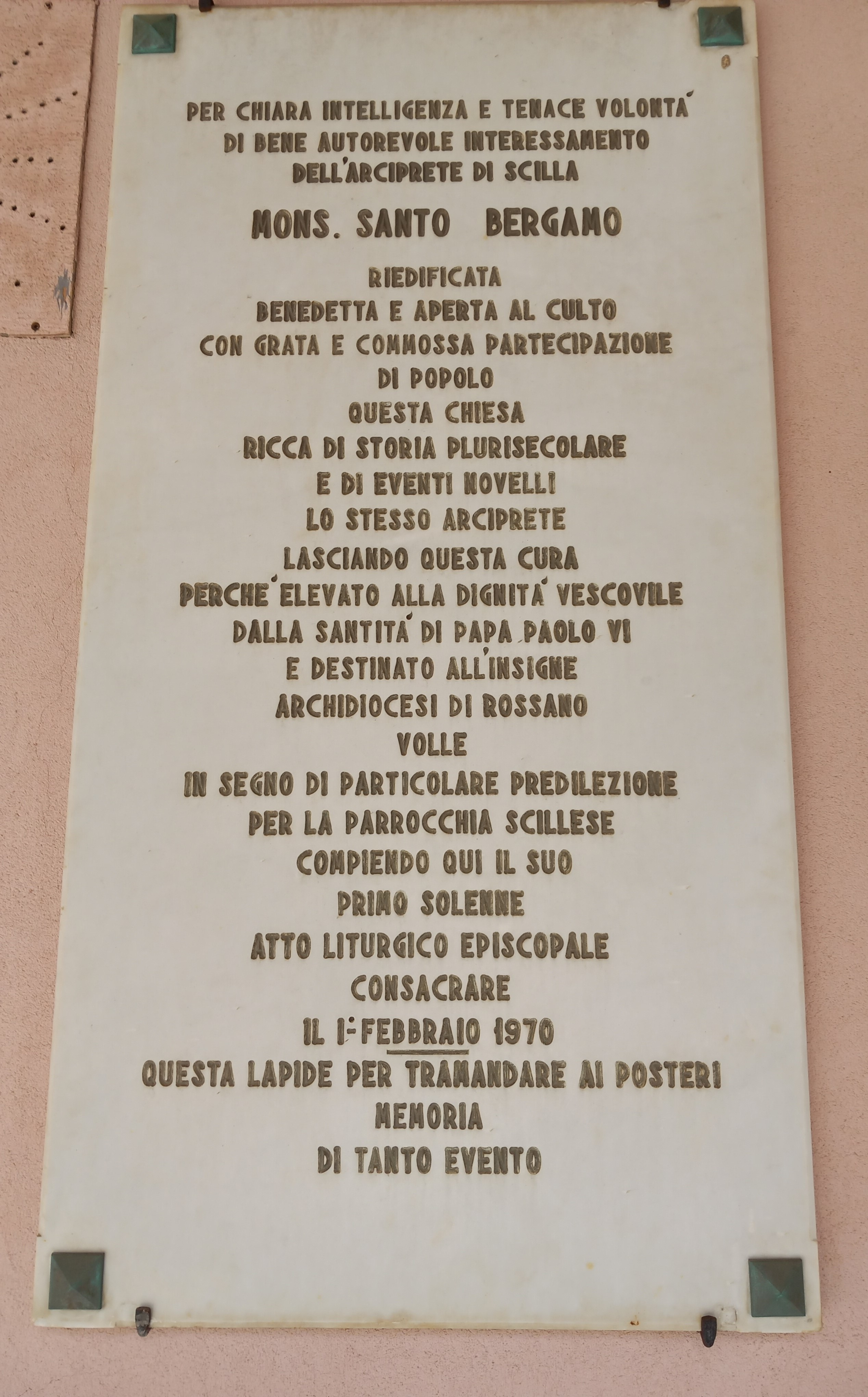
Lapide nella chiesa di Scilla

Nasce a Villa San Giovanni il 25 maggio 1909.
Dopo aver studiato presso i seminari di Reggio Calabria e Catanzaro, viene ordinato sacerdote il 23 marzo 1933. Per 30 anni, dal 1939 al 1969, è arciprete di Scilla; fra il 1943 ed il 1944 è rettore del seminario arcivescovile di Reggio; dal 1964 al 1966 è canonico cantore del capitolo metropolitano di Reggio; dal 1967 al 1969 ricopre l'incarico di delegato vescovile di mons. Giovanni Ferro per la diocesi di Oppido Mamertina; riveste cariche a livello locale e nazionale in parecchie associazioni cattoliche.
Il 15 dicembre 1969 viene nominato vescovo titolare di Sasabe e amministratore apostolico dell'arcidiocesi di Rossano; riceve la consacrazione episcopale il 25 gennaio 1970 da mons. Ferro.
Il 18 novembre 1971 torna ad Oppido Mamertina, dapprima in qualità di amministratore apostolico, poi, dal 10 giugno 1979, come vescovo: guida la chiesa della Piana per 9 anni, fino all'11 ottobre 1980, giorno della sua morte.

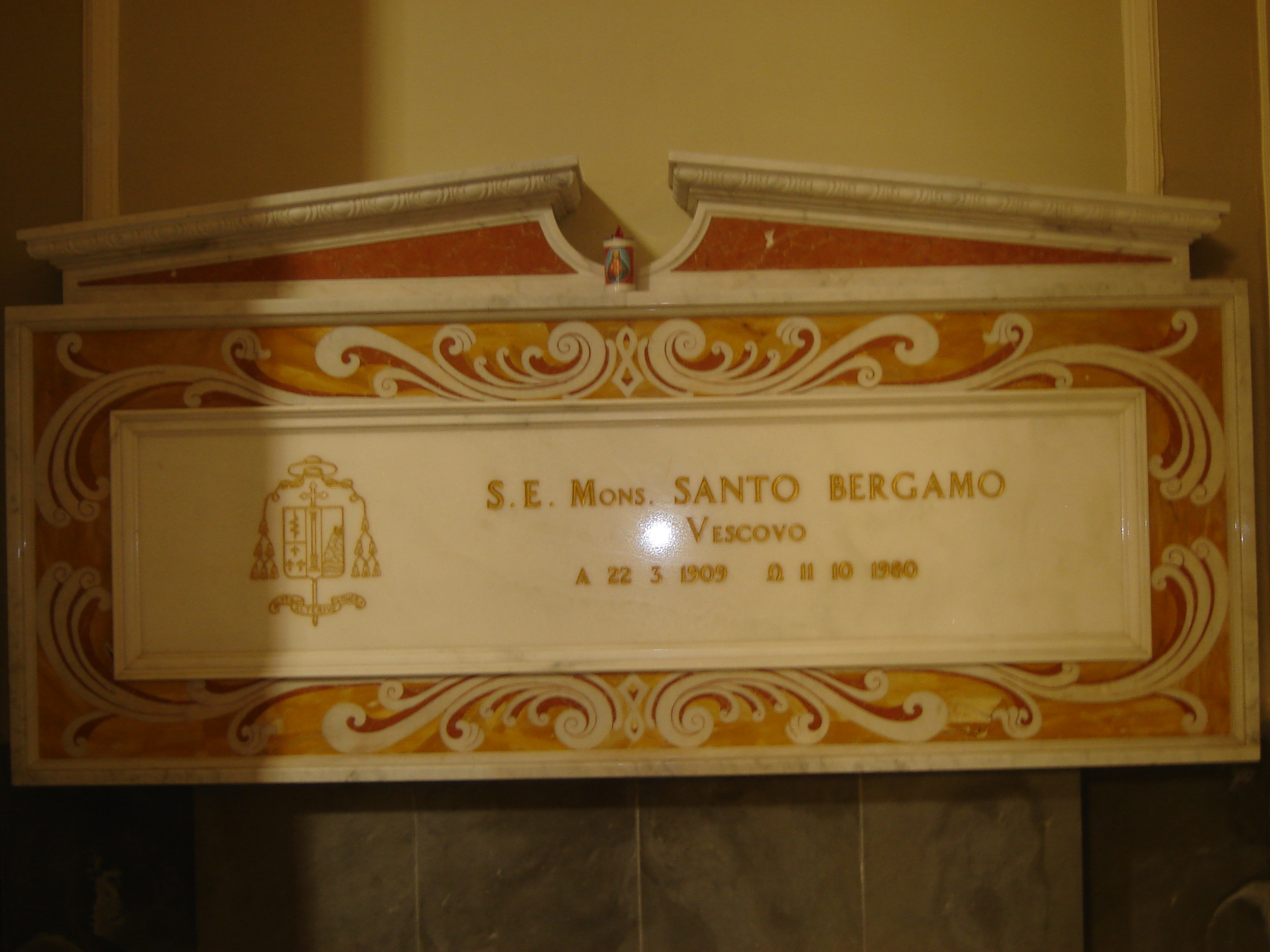
Sarcofago del vescovo Santo Bergamo nella cattedrale di Oppido Mamertina

Le sue spoglie mortali sono conservate nella cattedrale di Oppido Mamertina. Alla memoria di mons. Bergamo è stata intitolata una via del centro cittadino di Villa San Giovanni, sua città natale.

## Genealogia episcopale
La genealogia episcopale è:
- Cardinale Scipione Rebiba
- Cardinale Giulio Antonio Santori
- Cardinale Girolamo Bernerio, O.P.
- Arcivescovo Galeazzo Sanvitale
- Cardinale Ludovico Ludovisi
- Cardinale Luigi Caetani
- Cardinale Ulderico Carpegna
- Cardinale Paluzzo Paluzzi Altieri degli Albertoni
- Papa Benedetto XIII
- Papa Benedetto XIV
- Papa Clemente XIII
- Cardinale Bernardino Giraud
- Cardinale Alessandro Mattei
- Cardinale Pietro Francesco Galleffi
- Cardinale Giacomo Filippo Fransoni
- Cardinale Carlo Sacconi
- Cardinale Edward Henry Howard
- Cardinale Mariano Rampolla del Tindaro
- Cardinale Gennaro Granito Pignatelli di Belmonte
- Cardinale Pietro Boetto, S.I.
- Cardinale Giuseppe Siri
- Arcivescovo Giovanni Ferro, C.R.S.
- Vescovo Santo Bergamo